# Cintractia peribebuyensis
Cintractia peribebuyensis är en svampart som först beskrevs av Speg., och fick sitt nu gällande namn av Sawada 1922. Cintractia peribebuyensis ingår i släktet Cintractia och familjen Anthracoideaceae.   Inga underarter finns listade i Catalogue of Life.